# فيضة الهذلة
فيضة الهذلة هي فيضة في قضاء السلمان بمحافظة المثنى، بالبادية العراقية جنوب العراق.